# Мутон-Дюверне (станция метро)
«Мутон-Дюверне» (фр. Mouton-Duvernet) — станция линии 4 парижского метрополитена. Названа по одноимённой улице (фр. Rue Mouton Duvernet), получившей своё имя в честь французского генерала наполеоновской эпохи Бартелеми Режи Мутон-Дюверне. Рядом со станцией располагается администрация XIV округа Парижа. На станции установлены платформенные раздвижные двери.

## История
- Станция открылась 30 октября 1909 года в составе южного радиуса линии 4 (Распай — Порт д'Орлеан.
- В 1969 году на станции была проведена реновация, в результате которой классическая белая плитка была заменена на оранжевую. Такой стиль оформления станций получил обозначение «style Mouton».[2]. В 2007 году по тому же проекту была проведена реновация залов станции Гар де л'Эст на линиях 5 и 7.
- Пассажиропоток по станции по входу в 2011 году, по данным RATP, составил 1 690 457 человек[3]. В 2013 году этот показатель незначительно снизился и составил 1 688 932 пассажиров (268 место по уровню входного пассажиропотока в Парижском метро)[4].

## Галерея

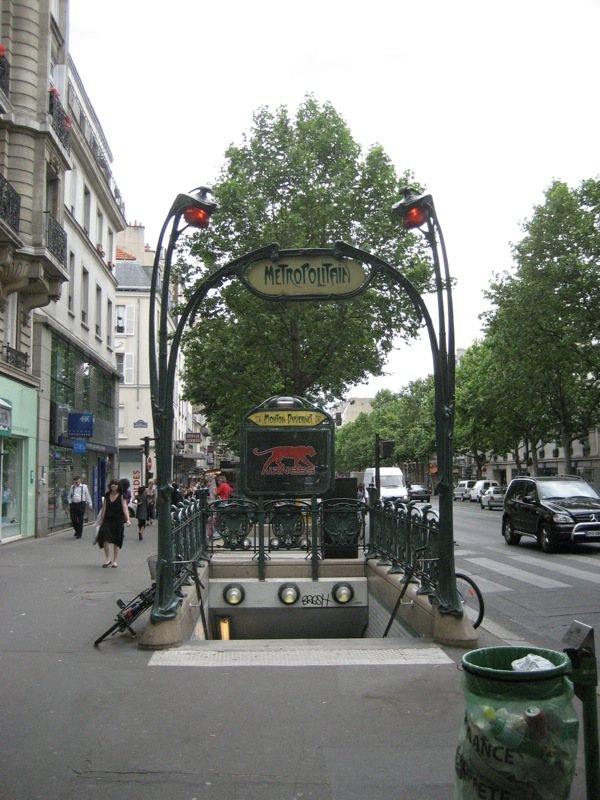
Вход на станцию
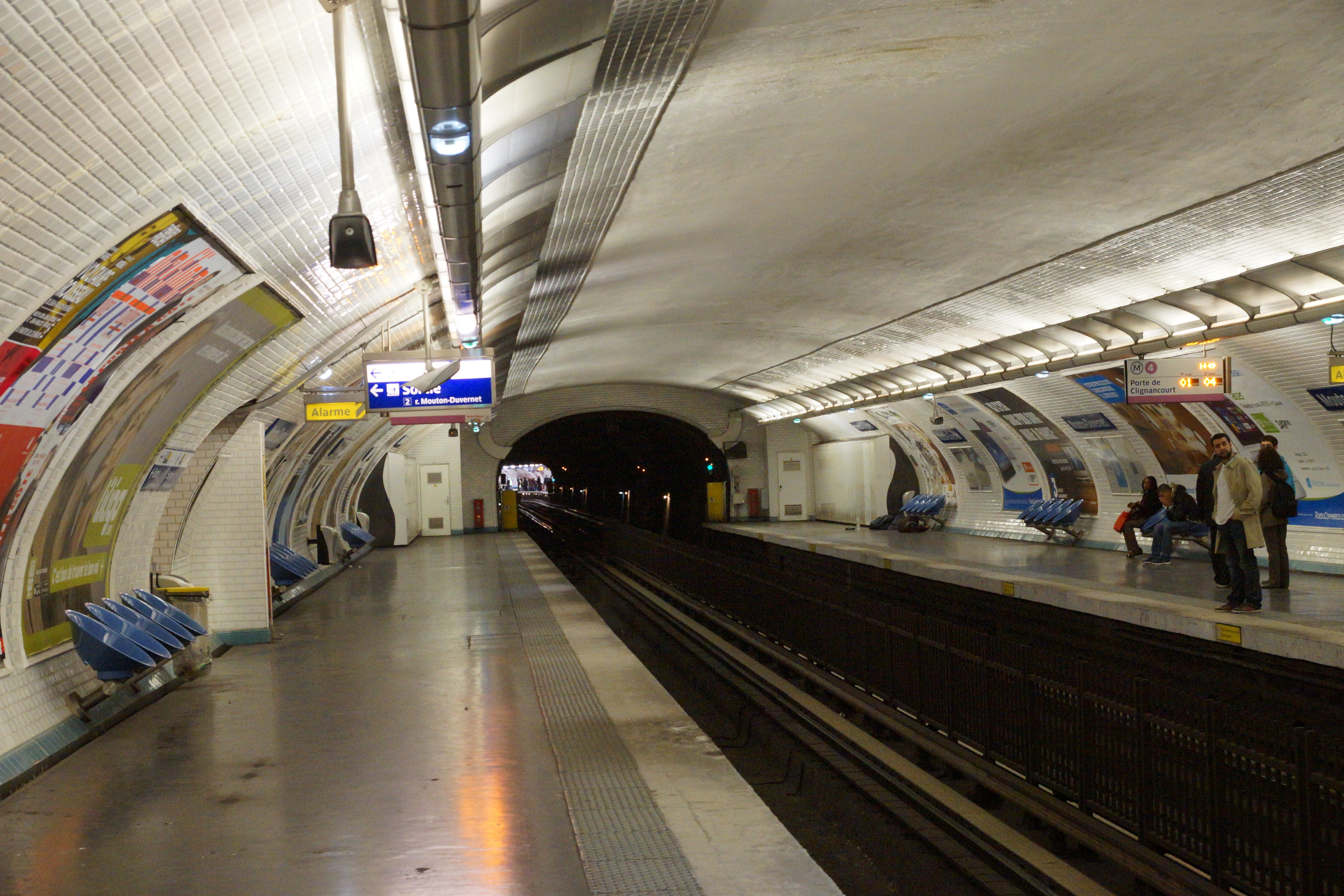
Вид на станцию. На заднем плане виден зал станции «Данфер-Рошро»